# Мамалаево (Татарстан)
Мамалаево (тат. Мамалай) — деревня в Сабинском районе Татарстана. Входит в Сатышевское сельское поселение

## География
Расположена на реке Мёша, в 18 км к югу от поселка городского типа Богатые Сабы. 

## История
По сведениям переписи 1897 года, в деревне Мамалаево Мамадышского уезда Казанской губернии жили 743 человека (341 мужчина и 402 женщины), из них 734 мусульманина.

## Население
| 1989 | 1997 |
| ---- | ---- |
| 288  | ↘242 |

Национальный состав
Согласно результатам переписи 2002 года, в национальной структуре населения села татары составляли 100% из 223 человек.